# Наст, Конде
Конде Монтроз Наст (англ. Condé Montrose Nast; 26 марта 1873 — 19 сентября 1942) — американский предприниматель и журналист, основатель ведущего американского издательского дома Condé Nast Publications, известного такими журналами, как Vanity Fair, Vogue и The New Yorker.

## Ранние годы
Названный в честь своего дяди Конде Бенуа, Конде Монтроз Наст, родился в Нью-Йорке в семье, происходившей со Среднего Запада. Его отец, Уильям Фредерик Наст, был предпринимателем и изобретателем, а также состоял некоторое время на американской дипломатической службе в Германии; в свою очередь, его отец Уильям Наст был заметным религиозным деятелем немецкого происхождения. Его мать, урождённая Эстер Бенуа, была дочерью банкира из Сент-Луиса Луи Огюста Бенуа, происходившего из французской семьи, эмигрировавшей в Канаду, а оттуда в штат Миссури.
У Уильяма и Эстер Настов было ещё трое детей: Луис, Этель и Эстель.
Тётя Наста оплатила ему учёбу в Джорджтаунском университете, который он окончил в 1894 году. В 1897 году он получил диплом юриста в Университете Вашингтона в Сент-Луисе.

## Карьера

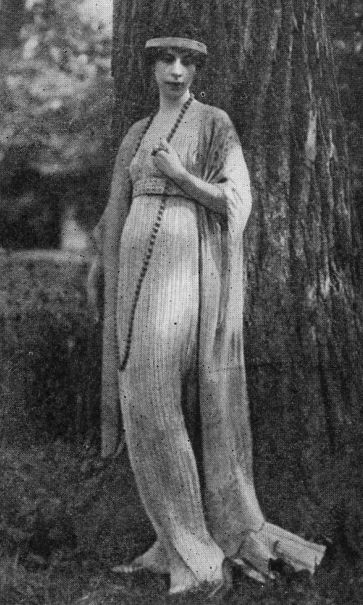
Первая жена Кларисса Кудер

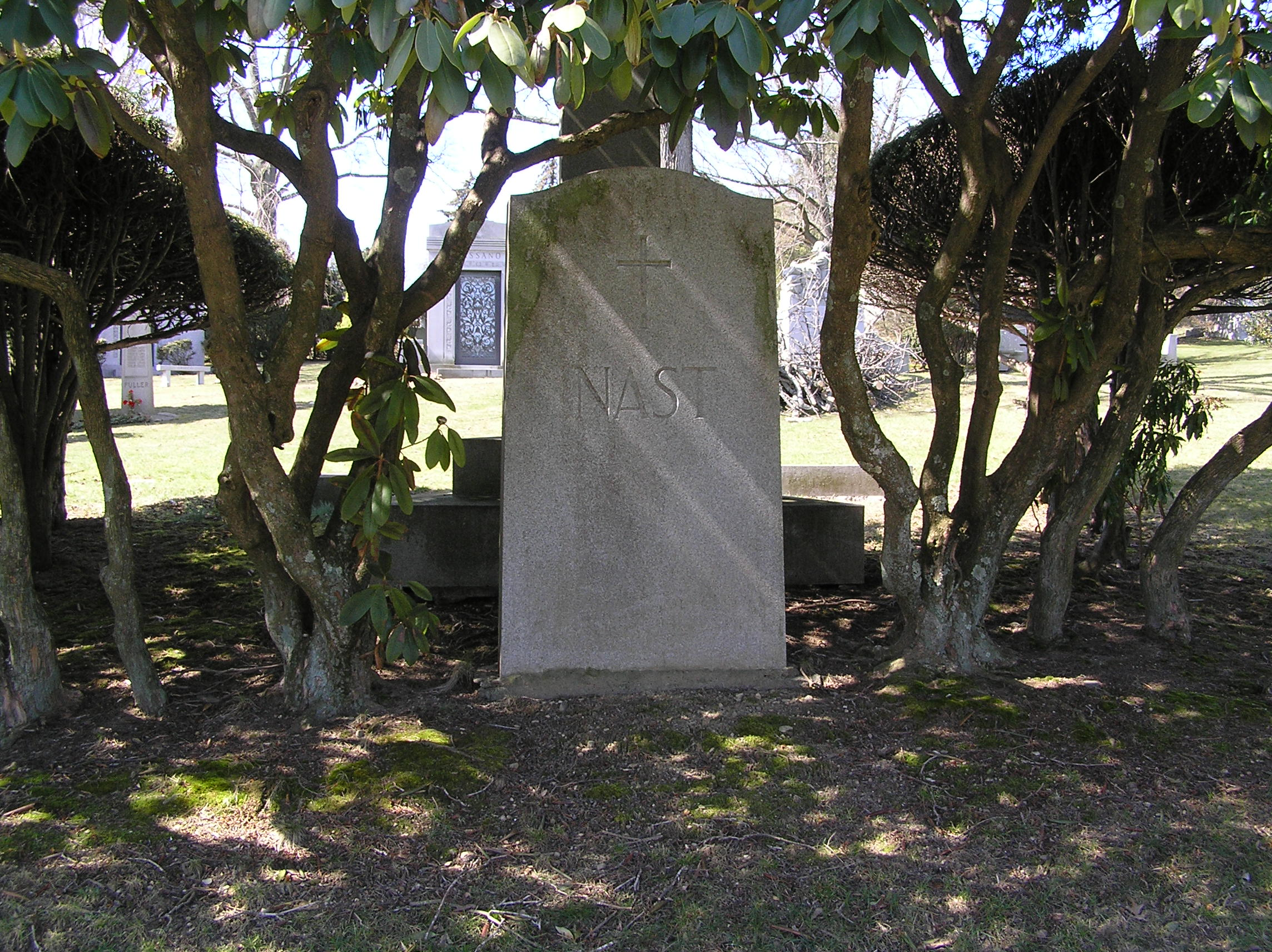
Могила Конде Наста на кладбище Gate of Heaven Cemetery

После выпуска Наст в 1898 году устроился работать на бывшего одноклассника менеджером по рекламе в еженедельнике Collier’s Weekly, где проработал до 1907 года. За десять лет он увеличил доходы издания от рекламы в 100 раз. Он публиковал книги и ежемесячный журнал Lippincott’s Monthly Magazine с Робертом Макбрайдом (McBride, Nast & Co.). После ухода из Collier’s Наст купил Vogue, бывший тогда небольшим нью-йоркским журналом об обществе, и превратил его в главный американский журнал о моде.
Затем вместе с другом Фрэнком Крауниншилдом он превратил Vanity Fair в утончённое издание об общих темах. В нём публиковались много новых и качественных писателей, а также репродукции современного искусства.
Наст в конечном итоге стал владельцем целого ряда журналов, включая House & Garden, британскую, французскую и аргентинскую версии Vogue, Jardins des Modes и Glamour (последний приобретённый журнал при жизни Наста). Тогда как другие издатели просто концентрировались на увеличении тиража журналов, Наст нацеливался на группы читателей по их уровню доходов или общим интересам.
Практически разорённый в годы Великой депрессии, как и многие другие, Наст провёл последние годы жизни, пытаясь вернуть былое состояние.

## Личная жизнь
Наст был дважды женат. Его жёнами были:
- (Жанна) Кларисса Кудер, унаследовавшая юридическую фирму Coudert Brothers и ставшая декоратором и дизайнером костюмов. Женившись в 1902 году, разойдясь в 1919 году и разведясь в 1925 году[3], они имели двух детей, Чарльза Кудера Наста и Натику Наст[4].
- Лесли Фостер, внучка губернатора Теннесси Джорджа Уайта Бакстера, на которой он женился в 1928 году, когда ей было 20 лет, а ему 55. Произведя на свет дочь Лесли, они развелись около 1932 года.

С 1932 по 1936 год спутницей Наста была редактор Vanity Fair Хелен Браун Норден Лоуренсон.

## Смерть
Конде Наст умер в 1942 году и был похоронен на кладбище Врата небес в местечке Хоуторн штата Нью-Йорк. Его могила расположена в 25 секторе рядом с могилами Бейба Рута и Билли Мартина.